# Lago Sinizzo
Il lago Sinizzo è un piccolo lago, sito in Abruzzo, in provincia dell'Aquila, all'interno del territorio del comune di San Demetrio ne' Vestini, poco fuori dall'abitato del paese. Assieme ai Laghi di Bagno e al Lago Vetoio, rappresenta il maggior specchio d'acqua della Valle dell'Aterno.
Meta frequente di villeggianti aquilani e turisti nel fine settimana grazie all'ambiente ameno circondato da rive erbose, boschi e salici e attrezzato al bivacco. Il lago offre anche possibilità di pesca di trote, lucci, carpe e cavedani. È una delle attrazioni naturali del comune di San Demetrio ne' Vestini, assieme alle Grotte di Stiffe.

## Geologia
Il lago è di origine carsica e forma circolare, con diametro di circa 120 m e profondità massima di circa 10 m, alimentato da due sorgenti di acqua potabile (una di queste dà il nome al lago) e balneabile. Il terremoto dell'Aquila del 2009 ha avuto effetti sul lago, riportando danni alle sponde con formazione di vistose crepe al punto da far temere per la sua sparizione, poi rientrata grazie a lavori di riconsolidamento terminati con successo.

## Storia
Alcune leggende narrano che sul fondale ci siano le rovine di una vecchia cittadella.